# Winterhausen
Winterhausen là một đô thị ở huyện Würzburg bang Bayern, Đức.